# Stazione di Acton Main Line
La stazione di Acton Main Line è una stazione ferroviaria situata lungo la Great Western Main Line, nella zona di Acton, facente parte del borgo londinese di Ealing.

## Storia

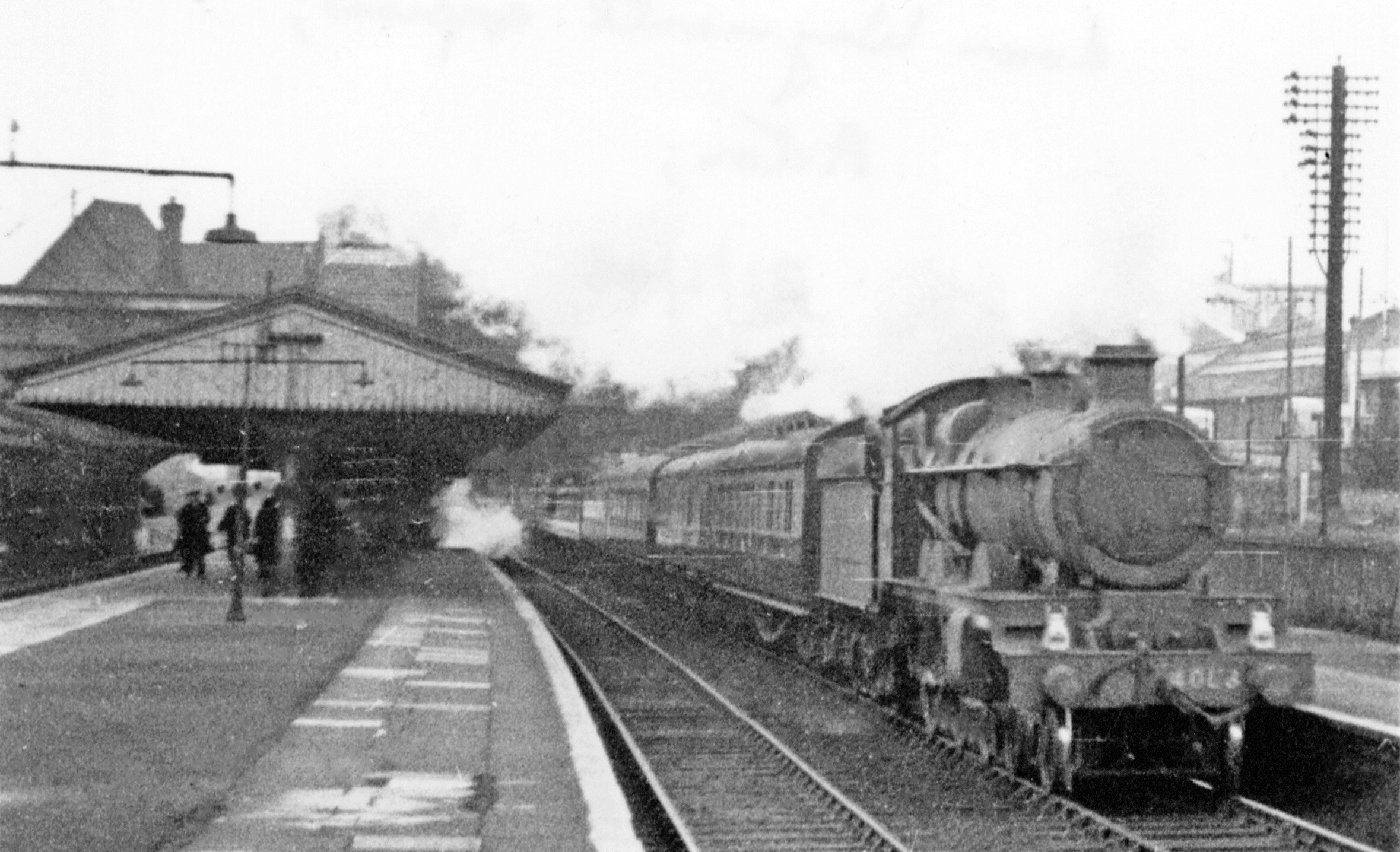
La stazione di Acton (non ancora ribattezzata "Main Line") nel 1948.

Acton Main Line fu aperta dalla Great Western Railway (GWR) il 1º febbraio 1868. Il nome originale era semplicemente Acton. Dopo la nazionalizzazione del 1948 fu assegnata al settore occidentale delle British Railways. Il 1º novembre 1949 assunse la denominazione attuale.
Insieme con le stazioni della metropolitana di West Acton e North Acton la stazione serve la GWR garden estate, una vasta area residenziale sviluppata negli anni venti dalla GWR per alloggiare il suo personale, in particolare conducenti del deposito ferroviario di Old Oak Common.
Nel 1947 la stazione aveva quattro piattaforme, tutte parzialmente coperte da pensiline in legno, più un binario morto di parcheggio. La piattaforma 1 e il binario morto vennero smantellati nei tardi anni sessanta, mentre l'edificio della stazione di epoca vittoriana fu demolito nel 1974 e sostituito da una piccola biglietteria. Le tre piattaforme rimanenti (numerate 2, 3 e 4) hanno quindi perso le loro pensiline. Il binario della piattaforma 1 è rimasto e viene utilizzato per il transito dei treni veloci che non fermano nella stazione; tutti gli Intercity transitano sulla Great Western Main Line.
L'edificio attuale della stazione è stato completato nel 1996. Nel 2013 è stata costruita una barriera con tornelli che divide le piattaforme 2 e 3 per tutta la loro lunghezza. Nel maggio 2018 sono stati completati lavori di estensione delle tre piattaforme in previsione dell'arrivo del Crossrail.

### Progetti
Con l'inizio del servizio Crossrail sulla Elizabeth line (previsto per il futuro) Acton Main Line sarà servita anche da treni per l'aeroporto di Heathrow e per le fermate nel centro di Londra oltre Paddington. In previsione di questo nuovo servizio, la stazione beneficerà di lavori di ristrutturazione, che includeranno un nuovo edificio con una biglietteria ampliata, accessibilità per passeggeri disabili per mezzo di un nuovo sovrappassaggio pedonale con scale e ascensori, allungamento delle piattaforme per alloggiare i treni a 10 carrozze e una nuova pensilina sulla piattaforma 4. I lavori sono stati completati nel marzo 2021.

## Strutture e impianti
La stazione di Acton Main Line si trova nella Travelcard Zone 3.

## Movimento
L'impianto è servito dai treni in servizio sulla Elizabeth Line, gestiti da Transport for London.
Prima dell'istituzione dell'Elizabeth Line, la stazione di Acton Main Line era servita dai treni della relazione Paddington-Heathrow Terminal 4 del servizio TfL Rail, nonché da alcuni servizi regionali di Great Western Railway, operanti in orario mattutino e serale tra Paddington e Reading.

## Interscambi
Nelle vicinanze della stazione effettua fermata alcune linee automobilistiche urbane, gestite da London Buses.
- Fermata autobus